# Peter Juretzko
Peter Juretzko (* 17. Oktober 1953) ist ein ehemaliger deutscher Fußballspieler, der von 1977 bis 1981 für Stahl Riesa in der DDR-Oberliga, der höchsten Spielklasse im DDR-Fußball, spielte. Juretzko ist neunfacher DDR-Juniorennationalspieler.

## Sportliche Laufbahn
Anfang 1971 wurde Peter Juretzko als Spieler der Betriebssportgemeinschaft (BSG) Stahl Riesa in den Kader der DDR-Juniorennationalmannschaft berufen. Nachdem er im Sommer 1971 zu Dynamo Dresden gewechselt war, kam er zwischen Juli und Oktober 1971 als Mittelfeldspieler in der Juniorenauswahl zu neun Länderspieleinsätzen. Einmal war er als Torschütze erfolgreich. Im Männerbereich kam Juretzko bereits in der Saison 1970/71 in der zweitklassigen DDR-Liga-Mannschaft Dynamo Dresden II in vier Punktspielen zum Einsatz.
Danach trat der 1,75 m große Juretzko im DDR-weiten Fußballgeschehen erst wieder in der Spielzeit 1972/73 als Spieler vom DDR-Ligisten Stahl Riesa mit zwei Punktspieleinsätzen in Erscheinung. Nachdem er in den folgenden Spielzeiten nur in der 2. Mannschaft der BSG Stahl eingesetzt worden war, tauchte er in der Saison 1976/77 erstmals in der Oberliga auf. Für Stahl Riesa bestritt er neun Punktspiele, in denen er in der Rückrunde vier Mal als Mittelfeldspieler in der Startelf stand. Nach dem Abstieg der Riesaer war Juretzko mit 14 DDR-Liga-Spielen mit drei Toren sowie zwei Einsätzen in der Aufstiegsrunde zur Oberliga am sofortigen Wiederaufstieg beteiligt. Dort konnte sich Stahl Riesa drei weitere Oberligaspielzeiten behaupten. 1978/79 (18 Einsätze, 1 Tor) und 1980/81 (16/1) gehörte er zum erweiterten Spielerstamm, wurde zunächst als Mittelfeldspieler und später in der Abwehr eingesetzt. In der Saison 1979/80 verletzte er sich bereits am 1. Spieltag so schwer, sodass er erst gegen Ende der Spielzeit nur noch drei Spiele als Einwechsler bestreiten konnte. 1981 stieg Stahl Riesa erneut in die DDR-Liga ab und brauchte zwei Spielzeiten, um wieder in die Oberliga zurückzukehren. Von den 44 Punktspielen absolvierte Juretzko lediglich 26 Begegnungen. Zur Saison 1983/84 wurde er zwar noch für die Oberligamannschaft nominiert, kam dort aber wie in den Folgejahren nicht mehr zum Einsatz.